# DSSP (水素結合推定アルゴリズム)
DSSPアルゴリズムは、原子解像度座標が与えられたタンパク質のアミノ酸に二次構造を割り当てるための標準的手法である。DSSPという略称はこのアルゴリズムが発表された1983年の論文で一度だけ触れられている。論文ではDSSPは「Define Secondary Structure of Proteins」アルゴリズムを実装したPascalプログラムの名称である。
DSSPは純粋に静電的定義を使ってタンパク質の主鎖内水素結合を同定することから始める。カルボニル酸素原子とアミド水素原子にはそれぞれ−0.42 eと+0.20 eの部分電荷を、カルボニル炭素原子とアミド窒素原子には符号が逆の部分電荷を仮定する。水素結合は以下の式においてEが−0.5 kcal/molより小さくなると識別される。
{\displaystyle E=0.084\left\{{\frac {1}{r_{ON}}}+{\frac {1}{r_{CH}}}-{\frac {1}{r_{OH}}}-{\frac {1}{r_{CN}}}\right\}\cdot 332\,\mathrm {kcal/mol} }
上式において、 r_{AB}項は原子AとBとの間の距離を示す（CおよびOはカルボニル基の炭素原子および酸素原子、NおよびHはアミド基の窒素原子および水素原子）。
これに基づいて、8種類の二次構造が割り当てられる。310ヘリックス、αヘリックス、πヘリックスは記号G、H、Iを持ち、残基がそれぞれ3、4、5残基離れた水素結合の反復配列を持つことによって識別される。βシート構造には2種類が存在する。βブリッジは記号Bを持ち、βバルジは記号Eを持つ。記号Tはらせんに特有の水素結合を持つターン構造に用いられ、Sは高い曲率（{\displaystyle {\overrightarrow {C_{i}^{\alpha }C_{i+2}^{\alpha }}}}と{\displaystyle {\overrightarrow {C_{i-2}^{\alpha }C_{i}^{\alpha }}}}との間の角度が少なくとも70°）の領域に用いられ、空白は適用される規則がない時に用いられループを表わす。これら8種類は通常3つのクラスに分類される: ヘリックス（G、H、I）、ストランド（E、B）、ループ（S、T、C; Cは空白で表わされることもある）。
2002年、連続的なDSSP割り当てが複数の水素結合閾値を導入することによって開発された。新たな割り当てはタンパク質の運動と相関していることが明らかにされた。
バージョン2.1.0からヘリックスの割り当てが変更され、πヘリックスがαヘリックスに優先されるようになった。